# Agenzia Interregionale per il fiume Po
L'Agenzia Interregionale per il fiume Po (AIPO) è un ente che ha come obiettivi principali la sicurezza idraulica del territorio del bacino del Po e la realizzazione e gestione delle opere per la navigazione fluviale. L'AIPO quindi si occupa della progettazione, realizzazione, manutenzione delle opere idrauliche su tutto il bacino del fiume Po. L'AIPO è inoltre dotata di un servizio di piena per le attività di previsione e monitoraggio dei fenomeni di piena, nonché di gestione dell'emergenza. All'AIPO sono affidate le funzioni inerenti alle infrastrutture per la navigazione interna, in virtù del passaggio di competenze avvenuto sia da parte della regione Lombardia che dell'Emilia-Romagna, che ha assegnato all'AIPO le competenze prima esercitate dall'ARNI (Azienda regionale per la navigazione interna).

## Stato giuridico e sedi
L'AIPO è un ente strumentale di quattro delle Regioni in cui ricade il bacino del fiume Po e che sono da questo attraversate o lambite: Piemonte, Lombardia, Emilia-Romagna e Veneto. La Valle d'Aosta e le province autonome di Trento e di Bolzano usufruiscono di speciali uffici locali. Le regioni Liguria e Toscana affidano inoltre la gestione dei corsi d'acqua afferenti al bacino padano ricadenti nei loro territori all'AIPO mediante "protocolli d'intesa" e particolari "convenzioni".
L'attività di pianificazione delle risorse e degli interventi relativi al bacino è invece curata dall'Autorità di bacino distrettuale del fiume Po (AdBPo), un organismo misto Stato - Regioni; l'AIPO mette poi in atto la pianificazione redatta dall'AdBPo.
Sedi territoriali dell'agenzia sono attive a Torino, Alessandria, Pavia, Milano, Cremona, Piacenza, Reggio Emilia, Modena, Mantova, Ferrara, Rovigo, mentre la sua sede centrale è situata a Parma, nel Palazzo delle Acque. A Cremona, Mantova, Boretto (RE) e Ferrara sono ubicati gli uffici dedicati alla navigazione interna. L'AIPO ha inoltre creato un laboratorio scientifico (geotecnico e idraulico), ubicato a Boretto.

## Storia
L'AIPO ha tra i propri precursori due enti creati nel 1806 da Eugenio di Beauharnais: il Magistrato civile per lavori generali che riguardano il grande sistema del Po e l'Ufficio di Ispezione superiore del Genio Civile per il Po, quest'ultimo con sede a Parma.
Dopo la nascita dello stato unitario italiano si dovrà attendere per quasi un cinquantennio prima della creazione di un organo in grado di coordinare le attività idrauliche attuate nel bacino padano e di controllarne l'attuazione svolgendo compiti di polizia idraulica: si tratterà del  Circolo di Ispezione del Genio Civile per il Po, istituito nel 1924 ed ancora con sede a Parma.
Nel secondo dopoguerra con la legge n. 735 del 12 luglio 1956 fu poi istituito il Magistrato per il Po, anche a seguito della nuova sensibilità in questo campo causata dalla terribile alluvione del Polesine del 1951.
Il ruolo del nuovo ente, il cui nome riecheggiava le antiche magistrature veneziane incaricate di gestire i corsi d'acqua che ricadevano nei domini della Repubblica di Venezia, fu inizialmente di semplice coordinamento ma venne poi rafforzato dalle due leggi del 18 marzo 1958 (n.240) e del 10 ottobre 1962 (n.1484), le quali gli assegnarono ampi poteri non solo sulla programmazione ma anche sulla effettiva esecuzione e gestione delle opere di difesa idraulica in tutto il bacino del Po.
A partire dal 2003, in attuazione delle Leggi Bassanini ed in particolare dell'articolo 89 del decreto legislativo n.112 del 1998, l'ente ha infine acquisito il suo attuale status di Agenzia Interregionale e la competenza su di esso è passata dallo Stato italiano alle Regioni interessate.
Rispetto al precedente Magistrato per il Po, l'AIPO ha alcune competenze aggiuntive sulla navigazione interna.